# زيد بن محسن
زيد بن محسن  (1607 - 1666 ) كان شريف مكة من عام 1631 إلى 1666 خلال فترة الدولة العثمانية، وهو والد سعد بن زيد بن محسن.

## الحياة المبكرة
ولد زيد بن موسى بن حسين بن حسن بن أبي النميعي يوم الإثنين 17 ديسمبر 1607 بالقرب من محافظة بيشة. كان نجل أمير مكة محسن بن حسين وأمه تدعى قوت النفوس. في عام 1628، انتقل إلى اليمن بعد أن أجُبر والده على تسليم الإمارة لأحمد بن عبد المطلب، وتوفي محسن في صنعاء عام 1629. بقي زيد في اليمن حتى عام 1631، ثم عاد إلى مكة المكرمة ليخدم كمساعد لأمير مكة محمد بن عبد الله بن حسن.

### مساعد أمير مكة
يوم الجمعة 29 أغسطس 1631، سلم عبد الله بن حسن السلطة لابنه محمد واستدعى زيد من اليمن ليكون حاكمًا مشاركًا. وصل زيد إلى مكة وتولى مكتبه في النصف الثاني من سبتمبر 1631. استمر ذكر عبد الله إلى جانب محمد وزيد حتى وفاته ليلة الجمعة 1-2 يناير 1632.
في جمادى الأولى أو الآخرة، وصل ديلاوار آغا عن طريق البحر ليحل محل مصطفى بك حاكم جدة. كما أحضر المراسيم الملكية وأردية الشرف لأمراء مكة الجدد.

## عزل نامي بن عبد المطلب
في أوائل فبراير-مارس 1632، وصلت الأخبار إلى مكة بأن جيشًا من الجنود الغاضبين قد غادر اليمن وهو في طريقه إلى مكة. بعد الوصول إلى القنفذة، أرسل قادتهما كور محمود وعلي بك إلى مكة رسالة عن رغبتهما في دخول المدينة المقدسة في طريقهما إلى مصر. خوفًا من الاضطراب الذي سيحدثه الجيش، لم يعط محمد وزيد الإذن لهما ودمرا الآبار في طريق الجيش. انتقامًا من المتمردين المتحالفين مع نامي بن عبد المطلب، المنافس على الإمارة، قرروا الدخول إلى المدينة بالقوة. في يوم الجمعة، 12 مارس 1632، جمع محمد وزايد قواتهما وانطلقا لاعتراض الجيش المتقدم. رافقهم مصطفى بك بجنوده. ذهبوا إلى بركة بركات، ثم إلى قوز مكة، حيث تلقوا كلمة تفيد بأن الجيش قد وصل إلى السعدية. فجر الأربعاء، 17 مارس 1632، التقى الجيشان في معركة بالقرب من وادي البيار. بعد قتال عنيف هزمت قوات الإمارة. قُتل محمد مع مائتين من جيشهم. كما قُتل غالبية رجال سنجق بكي. تراجع زيد نحو وادي مار الزهران بينما دخل المتمردون مكة. أُعلن نامي بن عبد المطلب أمير مكة، وعين ابن عمه عبد العزيز بن إدريس حاكمًا مشاركًا له.

## العودة إلى الإمارة
بعد إزاحته من الإمارة، ذهب زيد إلى المدينة المنورة، ومن هناك أرسل رسالة القبض على مكة إلى خليل باشا، والي المصري. في مايو 1632، أرسل الوالي 3,500 جندي إلى الحجاز برا وبحرا. أرسل إلى زايد تعليمات للذهاب إلى ينبع لاستقبال الجيش. يوم الثلاثاء، 22 يونيو 1632، قام نامي والمتمردون بإجلاء مكة وحصنوا أنفسهم في قلعة تربة. دخل زيد والجيش المصري مكة دون مقاومة عند شروق الشمس في 24 يونيو 1632.

### معركة تربة
بعد أداء فريضة الحج، ذهب زيد ورجال سنجق بكي إلى تربة، حيث حاصروا القلعة لمدة عشرين يومًا تقريبًا. في ليلة الجمعة، 29 يوليو 1632، دخلوا القلعة وقتلوا معظم المتمردين في الداخل. أسروا كور محمود، نامي، وشقيقه سيد، وأعادوهم إلى مكة، حيث تم إعدامهم.

## الوفاة
حكم زيد حتى وفاته يوم الثلاثاء 6 يوليو 1666. تم دفنه في المعله في قباء أبو طالب بن حسن بن أبي النمعي. بعد وفاته تنافس ابنه سعد وابن عمه حمود بن عبد الله على الإمارة.